# 海軍戦略 (マハン)
『海軍戦略』(Naval Strategy)とは1911年に発刊されたアルフレッド・セイヤー・マハンによる海軍戦略の著作である。

## 概要
マハンはアメリカ海軍兵学校の教官として海軍戦略を講義し、著書として刊行した。帆船時代の経験に基づいて書かれた1890年刊『海上権力史論』では世界の海軍関係者にその名を知られた。21年後に刊行され、最後の著作となった本書では、日清戦争や米西戦争、日露戦争で新たに戦史に加わった汽走海軍の戦いを踏まえた内容となっている。
本書は海洋の戦略的意義を初めて体系的に分析し、国家戦略としての戦略思想を確立した。特に地理的要因を戦略理論の中に導入したことは後のハルフォード・マッキンダーの地政学でも参照されている。1914年のパナマ運河開通が近未来史に予測され、大西洋・太平洋に艦隊を分散配置せねばならないアメリカ合衆国の戦略環境が立論の背景となっていた。

## 要旨
海軍は通商保護のために敵の艦隊を撃破することで制海権を確保し、海上交通路を保全しながら国防を達成するための原則が示されている。
その原則とは
1. 目標を単純化かつ明確化する目標の原則
2. 決定的地点に戦力を集中する集中の原則
3. 戦術的に海上作戦は攻勢作戦を採用する攻撃の原則

とされている。

### 戦略の原則
マハンはアントワーヌ＝アンリ・ジョミニを参照しながら、自らの戦略思想の原則をいくつか提示している。
その中で最も強調しているのが集中の原則である。マハンによればこれは決定的地点に対して優勢な戦力を集中させる原則であり、あらゆる軍事行動における戦略的前線において攻撃のための戦力を集中させなければならないと述べている。同時に目標の原則として指揮官が目標を明確化することや、海軍は戦術的には常に攻撃的でなければならないとも述べている。

### 戦略地点
根拠地の戦略的価値を定めるものとしてマハンは位置関係、軍事的能力、資源の三つの要素を挙げる。
1. 戦略線との相対的な位置関係は一般に海上交通路と戦略位置の一般的関係は距離によって示すことができる。
2. 海上交通路に近接するほどその戦略的価値は高まる。次に港湾施設の攻撃または防御における潜在的能力も検討しなければならない。防御力は陸上と海上両方からの攻撃に対する能力であり、攻撃力は大規模な海上戦力の集合や行軍を支援する能力である。
3. 戦略的価値を左右する最後の要素とは資源の状況であり、海上戦力が必要とするあらゆる天然資源や人工資源の状況によってその価値が左右される。

### 戦略線
二つの戦略地点を接続する線を戦略線と呼び、これは利用法によって作戦線、退却線、兵站線と呼ばれる。これは原則的に公海を通過する海上交通路か海岸線を辿る海上交通路によって構成されている。
特に兵站についての線は重要であり、敵の海軍によって断たれることは補給が困難になることと同義である。したがって戦略線を維持するためには敵の海軍を撃破し、戦略地点相互の連絡を維持しつつ、敵の戦略線を断たなければならない。

### 艦隊
マハンによれば戦略価値を持つ艦隊は戦略線の支配のために必要な二つの要素から成り立っている。それは
1. 艦隊と既に述べた戦略地点である艦隊の作戦基地としての港湾施設である。
2. 港湾に対して艦隊がより重要であるが、その艦隊の使命とは敵の艦隊を撃破することによって制海権を確立することである。

この艦隊のあり方については守勢的な要塞艦隊と攻勢的な牽制艦隊の二つの議論があり、この二つの立場を踏まえた上で艦隊を状況に応じて調整的に活用しなければならないとマハンは論じている。